# ダグ・スコット

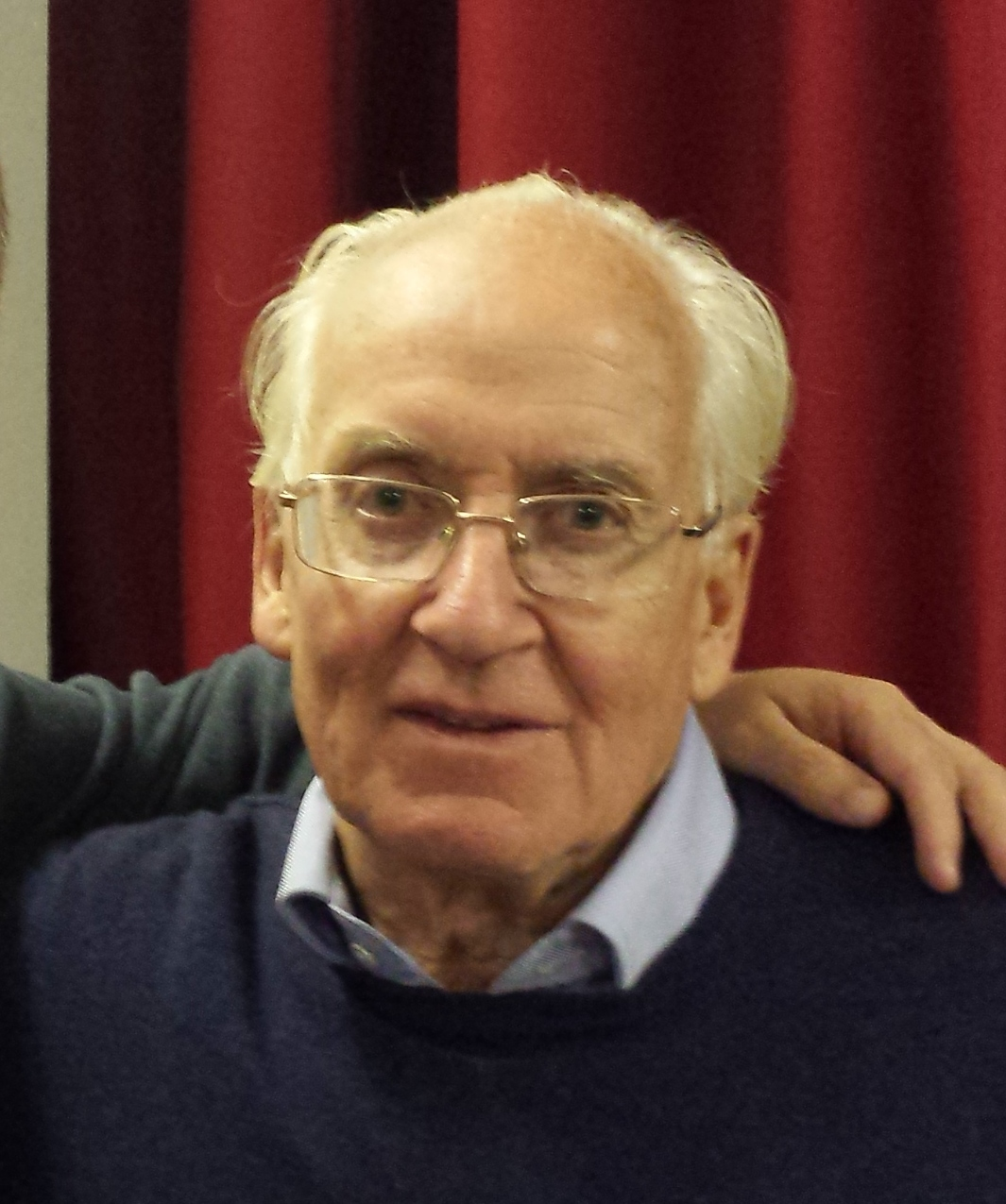
ダグ・スコット（2015年）

ダグ・スコット（Doug Scott 、本名Douglas Keith Scott 、1941年5月29日 - 2020年12月7日）は、イギリスの登山家。1975年にエベレスト南西壁の初登攀に成功したことで知られる。
1994年に大英帝国勲章（CBE）を受章、1999年には王立地理学会から金メダル（創立者メダル）を受賞している。

## 経歴
12歳でクライミングを始めた。20歳で教師になり、休暇中にクライミングの海外遠征を行った。アルプスの他に、アトラス山脈、ティベスティ山脈、クルディスタン、ヒンドゥークシュなどに遠征した。
クライミングに時間を割くために1971年に教師の職を辞して、徐々にプロの登山家として生計を立てるようになる。72年春、秋のエベレスト南西壁遠征隊に参加するが、いずれも敗退。75年に3度目の挑戦で南西壁の初登攀に成功した。70年代後半からは高所登山においても軽装備、少人数のスタイルに移行した。

### 主な登攀歴
- 1967 コー・イ・バンダカー(6,812m) 南壁初登頂 （ヒンドゥークシュ）
- 1974 チャンガバン(6,864m)初登頂 （ガルワールヒマラヤ）
- 1975 エベレスト南西壁初登頂 （ドゥーガル・ハストンと） 下山中8750mでビバーク。
- 1976 マッキンリー南壁、新ルート .
- 1977 オーガ（バインター・ブラック）初登頂 （クリス・ボニントンと）
- 1979 カンチェンジュンガ北稜初登頂 （ピーター・ボードマン、ジョー・タスカーと）
- 1979 ヌプツェ北稜初登頂.
- 1981 シブリン東稜初登頂 （ガルワールヒマラヤ）
- 1982 シシャパンマ南西壁初登頂
- 1983 ロブサン・スパイア初登頂
- 1988 ジチュダケ(6,790m)初登頂 （ブータン）
- 1990 ラトック3峰 インディアン・アレート初登攀

77年オーガ（バインター・ブラック、7,285m）初登頂では、下山中に頂上直下で滑落して両足をくるぶしの位置で骨折し、仲間に助けられ両膝を使って8日かけてベースキャンプまで下山した。その間、悪天候に見舞われ5日間は嵐、最後の4日間は食料が尽きていた。さらに鎮痛剤なしで数日間救助を待たなければならなかった。